# Sebastião Bugalho

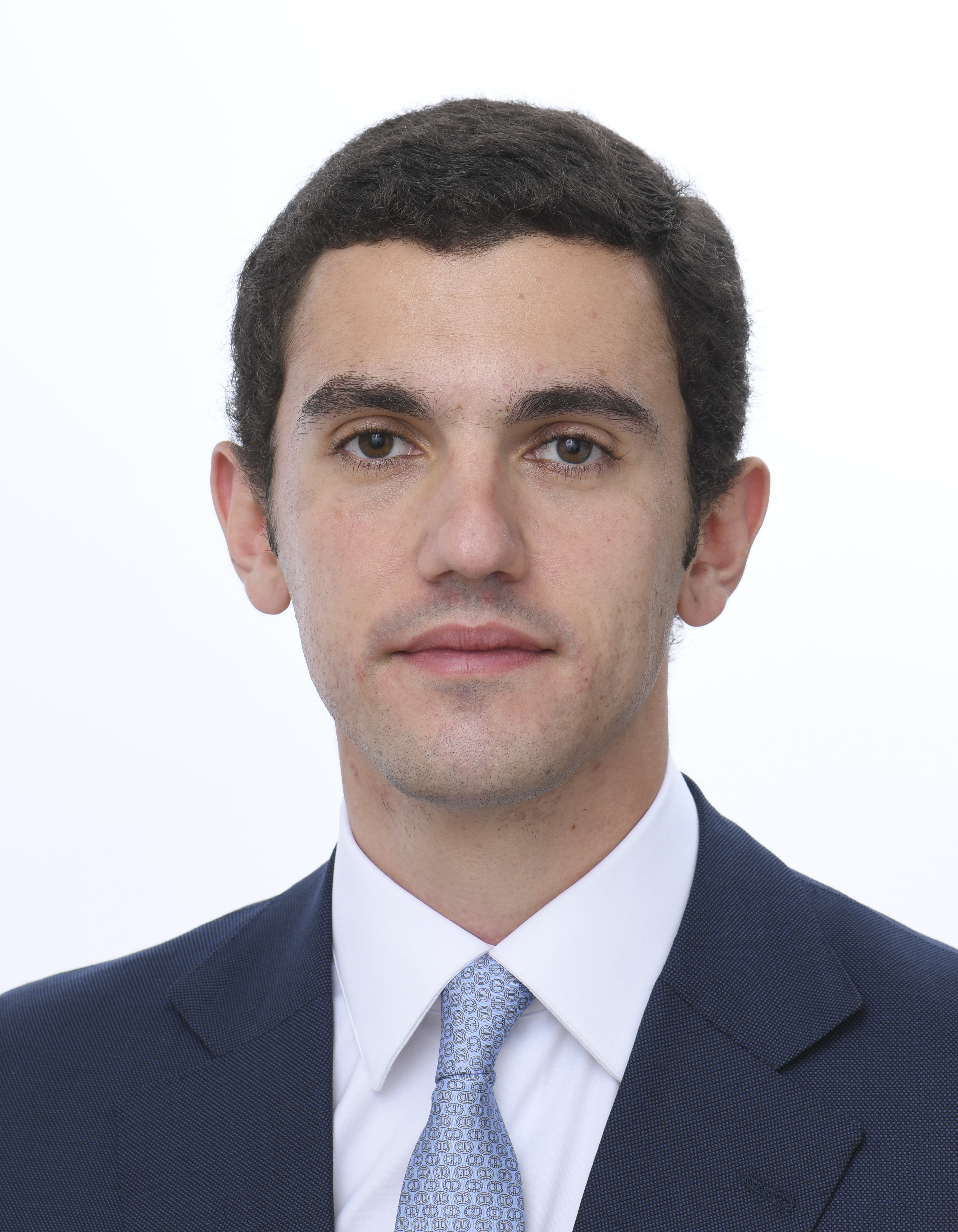
Sebastião Bugalho (2024)

Sebastião Maria Reis Bugalho, kurz Sebastião Bugalho (geboren am 15. November 1995 in Lissabon) ist ein portugiesischer Journalist, politischer Kommentator und Politiker (parteilos). Bugalho war Spitzenkandidat des konservativen Wahlbündnisses Aliança Democrática bei der Europawahl 2024, bei der er ein Mandat gewann und seitdem Mitglied des Europäischen Parlaments als Teil der EVP-Fraktion ist.

## Leben

### Ausbildung
Bugalho wurde am 15. November 1995 als ältester Sohn des Journalistenpaares João Alberto Santos Fernandes und Patrícia Reis geboren. Nach seiner Schulausbildung studierte er Politikwissenschaften und Internationale Beziehungen an der Katholischen Universität Lissabon sowie am ISCTE.

### Journalistische Laufbahn
Bugalho begann seine journalistische Laufbahn begann 2016 im Alter von 21 Jahren bei der Zeitung Jornal i. Später veröffentlichte er in der gleichen Zeitung eine wöchentliche Meinungskolumne zu schreiben und berichtete regelmäßig über die konservative Partei CDS-PP. Während seines Studium schrieb auch für die Zeitung Sol und interviewte zahlreiche bekannte portugiesische Politiker. Ab 2019 kommentierte er regelmäßig gemeinsam mit José Miguel Júdice und Constança Cunha e Sá das politische Geschehen Portugals beim Privatsender TVI. Später arbeitete er zu sammen mit António Rolo Duarte in der Sendung Novos Fora Nada auf TVI24. Darüber hinaus war Bugalho regelmäßig Kolumnist bei den Zeitung Diário de Notícias, Observador, Expresso sowie Kommentator bei CNN Portugal und SIC Notícias.

### Politische Laufbahn

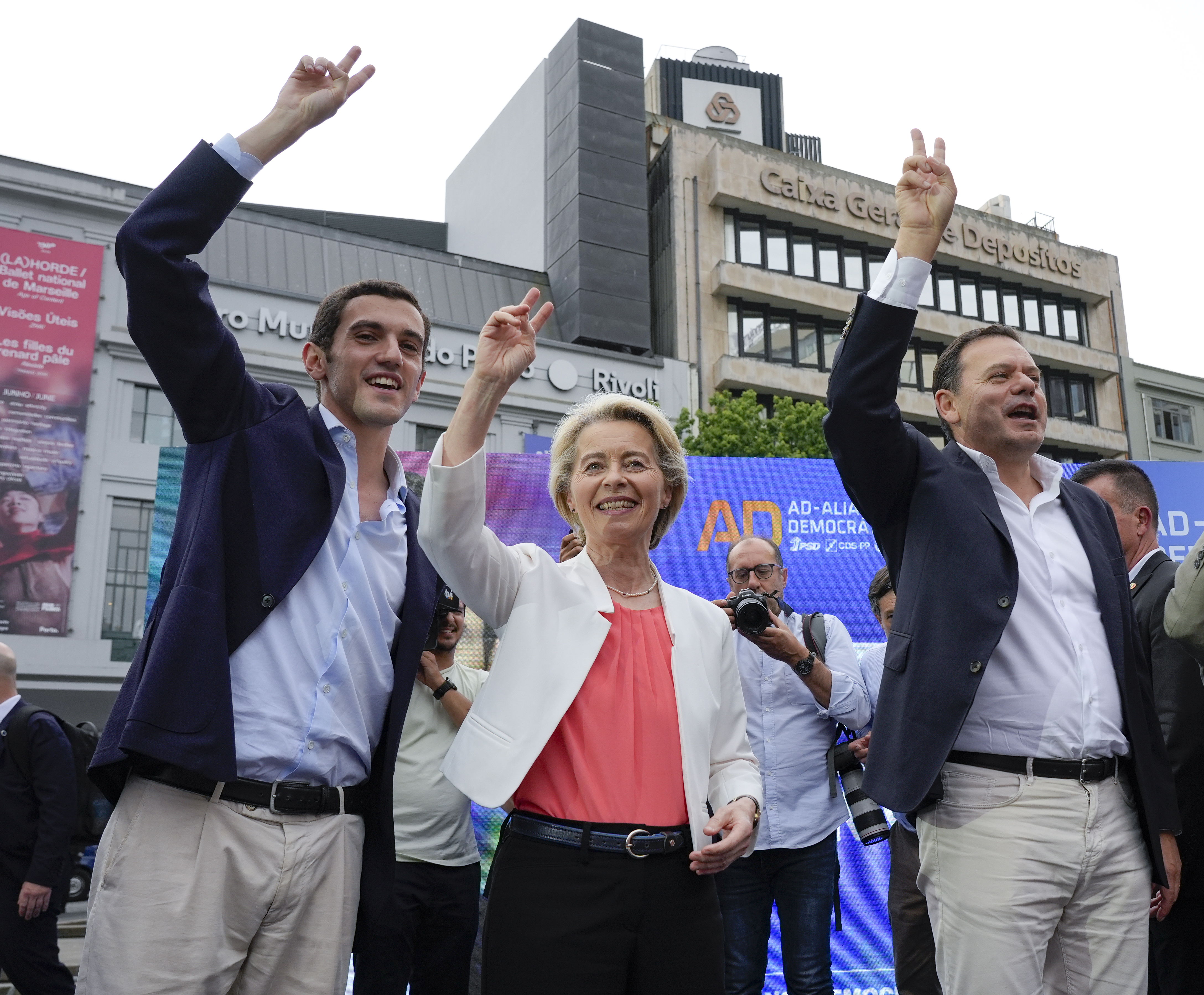
Sebastião Bugalho (links) zusammen mit EVP-Spitzenkandidatin Ursula von der Leyen und Premierminister und PSD-Vorsitzendem Luís Montenegro bei einer Wahlkampfveranstaltung der Aliança Democrática in Porto

2019 wurde er auf Vorschlag von Assunção Cristas, Vorsitzende des CDS-PP, als Unabhängiger auf Platz 6 der Wahlliste im Wahlkreis Lissabon für die portugiesische Parlamentswahl 2019 nominiert. Die Partei errang lediglich fünf Mandate, sodass Bugalho nicht ins Parlament einzog. Nach dem Rückzug der Abgeordneten Ana Rita Bessa hätte Bugalho nachrücken können, verzichtete jedoch auf das Mandat.
Im April 2024 schlug Premierminister und PSD-Vorsitzender Luís Montenegro Sebastião Bugalhos als Spitzenkandidaten des Wahlbündnisses Aliança Democrática (bestehend aus PSD, CDS-PP und PPM) für die Europawahl 2024 vor. Bugalho selbst trat dabei keiner der Bündnisparteien bei, sondern blieb parteilos. Das Wahlbündnis gewann 31,12 Prozent der Stimmen und damit 7 der 21 portugiesischen Mandate, sodass Bugalho ins Europäische Parlament einzog und sich dort der Fraktion der Europäischen Volkspartei anschloss. Er ist in der 10. Legislaturperiode (2024–2029) Mitglied im Ausschuss für auswärtige Angelegenheiten sowie stellvertretendes Mitglied im Ausschuss für Binnenmarkt und Verbraucherschutz, im Ausschuss für konstitutionelle Fragen und im Unterausschuss Menschenrechte.